# 董永与七仙女
董永与七仙女，又名《天仙配》。民间广为流传的古代人仙之恋的传说。
董永即為牛郎的轉世，與原妻子織女再次結為夫妻。

## 传说概述
大約西漢時期，孝子董永賣身葬父，天庭的織女被其感動，於是私自下凡幫助董永並與其結為夫妻。
織女一夜之間織了十匹錦布，幫助董永償債贖身，奴期從三年減至一百天。
奴役期滿後，夫妻還家，以為可以過上幸福美滿的生活，這時候玉帝卻下令織女返回天庭，為了董永，織女只好忍痛與丈夫道別。

## 衍生作品
- 1955年《天仙配》，严凤英和王少舫主演黄梅戏电影。
- 1963年《七仙女》，方盈和凌波主演的黃梅調電影。（邵氏出品）
- 1963年《七仙女》，江青和紐方雨主演。（國聯影業出品）
- 1992年《七仙女》，台灣台視電視劇，梅嫦芬和蕭大陸主演。
- 1997年《新天仙配》，中国大陆电视剧，罗慧娟和李志奇主演。
- 2005年《天外飛仙》，中國唐人影视製作，胡歌、林依晨主演的電視劇。
- 2005年《欢天喜地七仙女》，中国大陆电视剧，霍思燕和郑国霖主演。
- 2007年《天仙配》，中国大陆电视剧，黄圣依和杨子主演。
- 2011年《天地姻缘七仙女》，中国大陆电视剧，刘洋和吴庆哲主演，故事主角并非董永和七仙女。
- 待播中《天仙配后传》，中国大陆电视剧